# Joel González
Joel González Bonilla (Figueres, 30 september 1989) is een Spaanse taekwondoka. Hij werd olympisch kampioen, tweemaal wereldkampioen en eenmaal Europees kampioen. In totaal nam hij eenmaal deel aan de Olympische Spelen.
Zijn eerste grote succes behaalde hij in 2009 door wereldkampioen te worden. In 2010 prolongeerde hij deze titel en werd hij ook Europees kampioen. Op 22-jarige leeftijd maakte hij zijn olympisch debuut bij de Olympische Zomerspelen 2012 in Londen. Hij drong tot de finale die hij won en zodoende olympisch goud won. 

## Titels
- Olympisch kampioen taekwondo - 2012
- Wereldkampioen taekwondo - 2009, 2011
- Europees kampioen taekwondo - 2009, 2012

## Palmares

### OS
- 2012:  London

### WK
- 2009:  Kopenhagen
- 2011:  Gyeongju

### EK
- 2010:  Sint Petersburg
- 2012:  Manchester

2000: Michalis Mouroutsos ·
2004: Chu Mu-yen ·
2008: Guillermo Pérez ·
2012: Joel González ·
2016: Zhao Shuai ·
2020: Vito Dell'Aquila ·
2024: Park Tae-joon